# Javier Villa
Pour les articles homonymes, voir villa (homonymie).
Javier Villa, né le 5 octobre 1987 à Colunga, est un pilote automobile espagnol.

## Biographie
Javier Villa a fait ses débuts en sport automobile en 2004, dans le championnat d'Espagne de Formule 3. Après une première saison au sein du Elide Racing où il termine 9e du championnat, il rejoint en 2005 l'écurie Racing Engineering, avec laquelle il termine la saison en 4e position.
En 2006, il accède au championnat de GP2 Series, toujours au sein du Racing Engineering. Après une saison d'apprentissage difficile au cours de laquelle il ne marque pas le moindre point, il se révèle en 2007 avec trois victoires (à Magny-Cours, au Nürburgring et au Hungaroring). Il convient toutefois de noter que Villa, généralement assez discret lors des qualifications et des premières manches, a décroché toutes ses victoires lors de la course « sprint » du dimanche matin en bénéficiant de la règle de l'inversion des huit premières positions sur la grille de départ.
En 2011, il participe au WTCC, au volant d'une BMW de l'équipe Proteam. Il montera sur le podium de la 1re course de Budapest. Il terminera 12e avec 59 points.

### Résultats enGP2 Series
| Saison | Écurie             | Courses disputées | Pole positions | Victoires | Points inscrits | Classement |
| 2006   | Racing Engineering | 21                | 0              | 0         | 0               | 24e        |
| 2007   | Racing Engineering | 21                | 0              | 3         | 42              | 5e         |
| 2008   | Racing Engineering | 19                | 0              | 0         | 8               | 17e        |
| 2009   | Super Nova Racing  | 20                | 0              | 0         | 27              | 10e        |

### Résultats enGP2 Asia Series
| Saison  | Écurie              | Courses disputées | Pole positions | Victoires | Points inscrits | Classement |
| 2008-09 | Super Nova Racing   | 11                | 0              | 0         | 12              | 10e        |
| 2009-10 | Arden International | 4                 | 0              | 0         | 16              | 5e         |